# San Juan Guichicovi
San Juan Guichicovi è un comune del Messico, situato nello stato di Oaxaca.